# Breitolina
Breitolina neboli Smyčcová citera je smyčcový nástroj, který se tvarem podobá viole. Někdy v období let 1850–1854 ji sestrojil brněnský výrobce klavírů, citer, kytar a harf Leopold Breit. Vyšel přitom zřejmě z alpské citery. Breitolina měla plnější, robustnější barvu tónu než jiné smyčcové citery, přičemž měla trochu menší rozsah než viola. Na breitolinu se hraje tak, že tělo nástroje spočívá na hráčově klíně, zatímco část mezi krkem a hlavicí spočívá na stole. Mnoho smyčcových citer bylo v 19. století vyrobeno v továrně Ernsta Rudolpha Gliera v Markneukirchenu v takzvaném Fojtském hudebním koutě (Musikwinkel).
Nástroj má kobylku podobnou viole da gamba. Zaoblený hmatník má asi 29 pražců se značkami na 5., 9., 12. a 25. pražci. Stejně jako většina klasických strunných nástrojů má v horní desce vyřezané dva otvory ve tvaru písmene f (tzv. efa), které umožňují lepší výstup zvuku zevnitř nástroje. Kolíčky byly nesouměrné, směřující doleva. Většina nástrojů měla 4 struny s houslovým laděním, ačkoli Breitova původní verze jich měla 5 v ladění F, C, G, D. Smyčcové citery se vyráběly v několika velikostech, jako viola, violoncello nebo kontrabas.  O ladění jednotlivých variant se vedou diskuse. Struny bývaly často laděny ve stylu tradičního ladění alpských citer, které je oproti houslím obrácené.
Breitolina si získala oblibu nejen na Moravě, kde se zrodila, ale I v  Německu a Rakousku. Nicméně podle německého citerového virtuose Hanse Grubera  prý svým tvarem a zvukem připomínala spíš kuchyňskou pánev než hudební nástroj. Přesto ji měla koncem 19. století ve své nabídce řada evropských houslařů a hudebních obchodů. To byl také důvod, proč se Breitův nástroj prodával pod tolika rozličnými názvy, mimo jiné jako Breitolina, Breitoline, Breitolone, Strichmelodion či Strichziter.

## Galerie

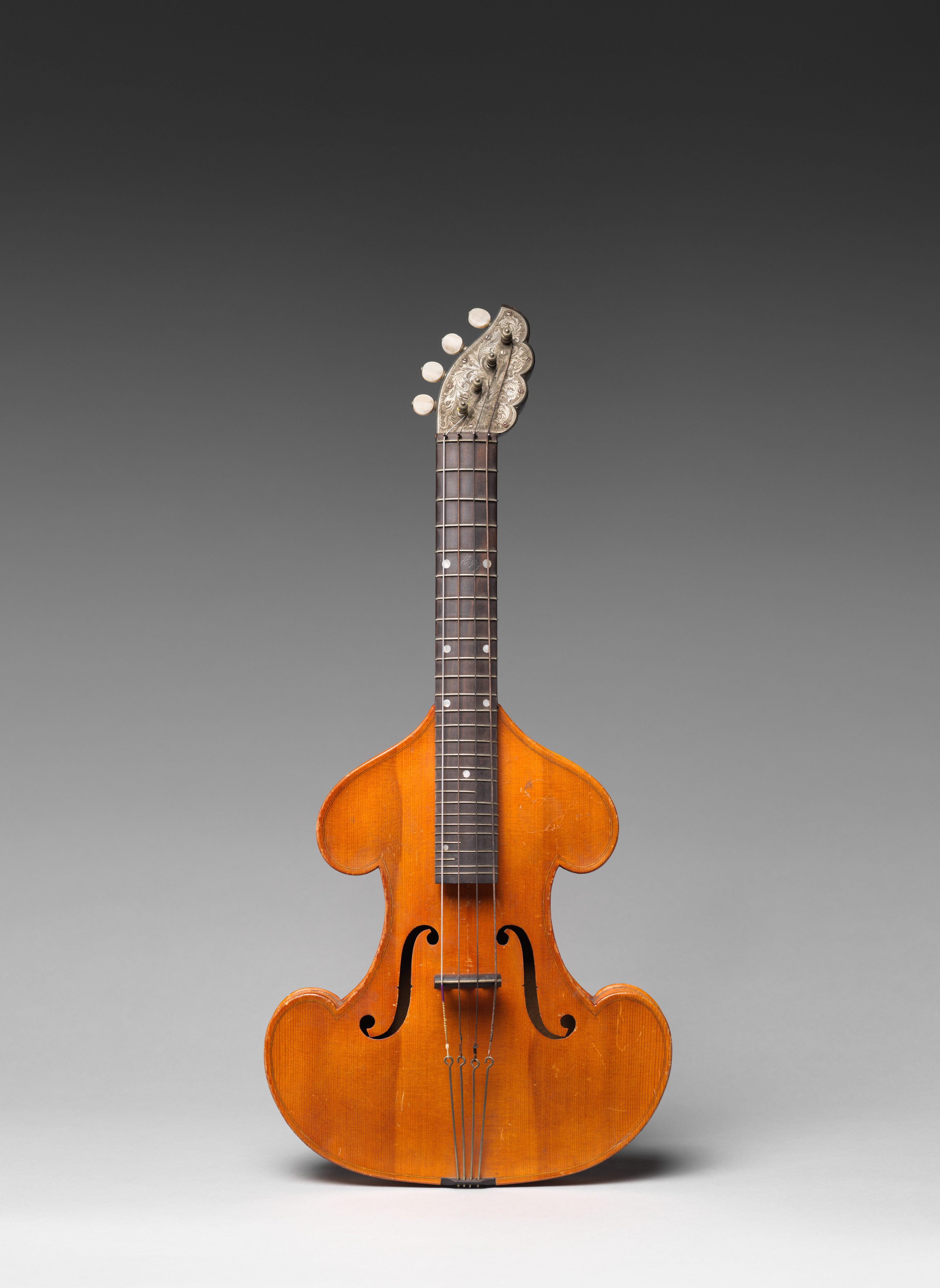
Breitolina v Metropolitním muzeu umění v New Yorku – pohled zepředu
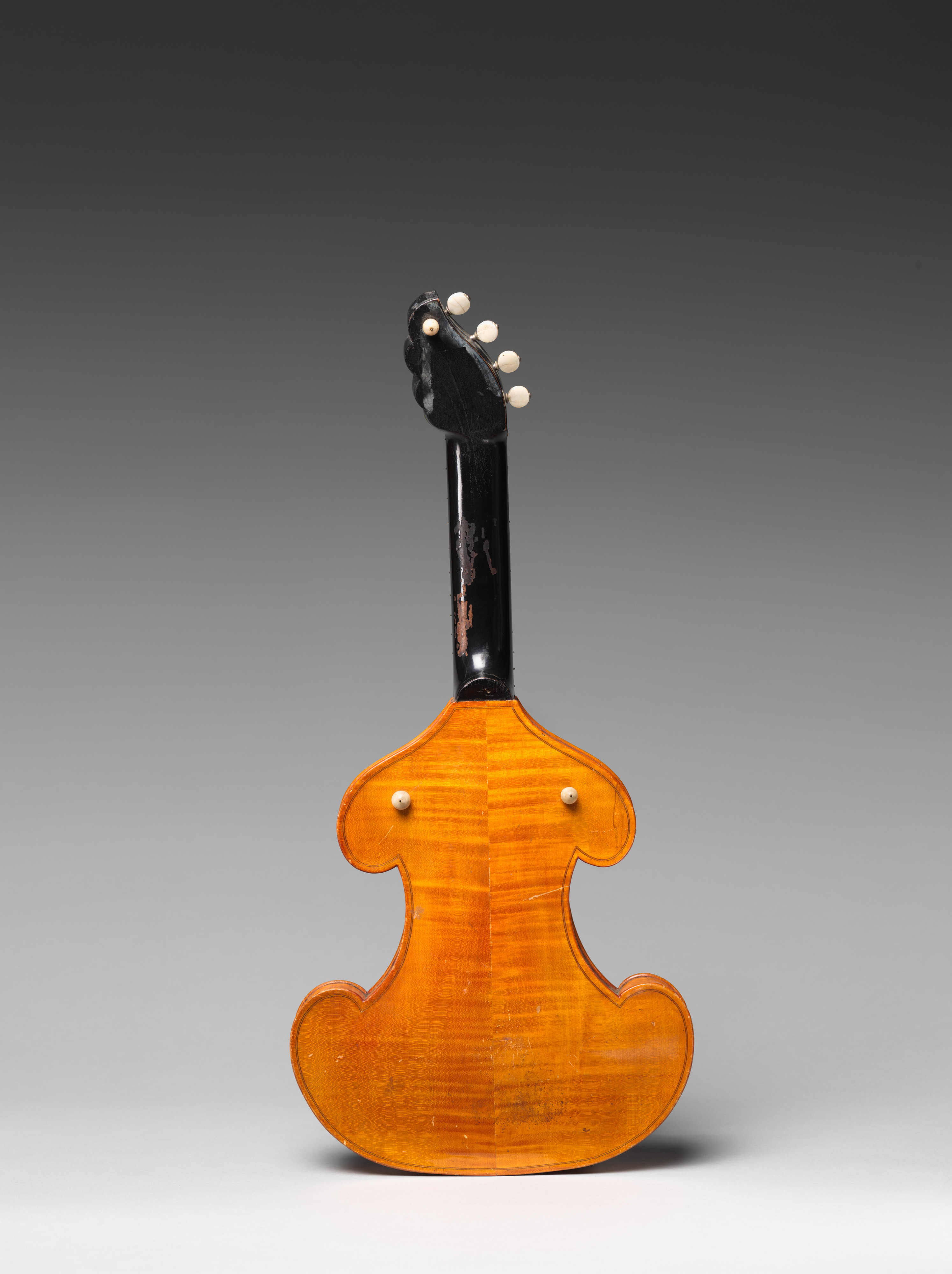
Zadní strana téhož nástroje
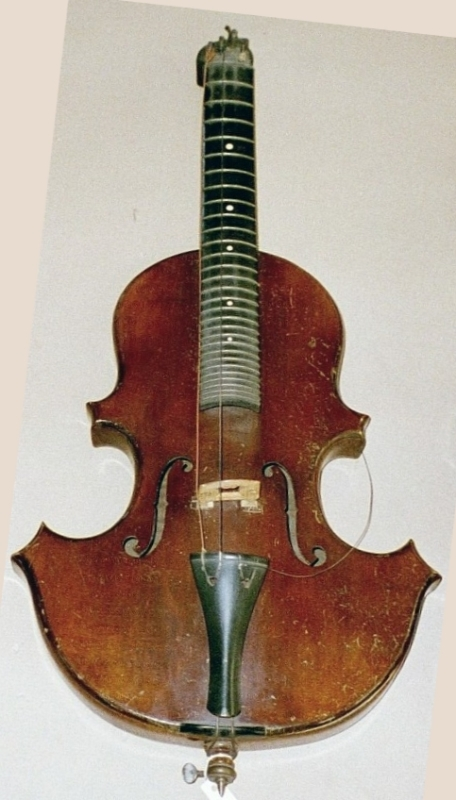
Smyčcová citera v Muzeu hudebních nástrojů Lipské univerzity